# Noonamyia sabahna
Noonamyia sabahna är en tvåvingeart som beskrevs av Mitsuhiro Sasakawa 1990. Noonamyia sabahna ingår i släktet Noonamyia och familjen lövflugor. Inga underarter finns listade i Catalogue of Life.